# ليندا لوري
ليندا لوري (بالإنجليزية: Linda Laurie)‏ هي مغنية وكاتبة غنائية أمريكية، ولدت في 1941 في بروكلين في الولايات المتحدة. توفيت ليندا في 20 نوفمبر 2009 في سانتا باربارا في الولايات المتحدة بسبب السرطان.

## وصلات خارجية
- ليندا لوري على موقع ميوزك برينز (الإنجليزية)
- ليندا لوري على موقع أول ميوزيك (الإنجليزية)
- ليندا لوري على موقع ديسكوغز (الإنجليزية)